# Saint-Barnabé
Saint-Barnabé (bret. Sant-Barnev) – miejscowość i gmina we Francji, w regionie Bretania, w departamencie Côtes-d’Armor.
Według danych na rok 1990 gminę zamieszkiwało 1459 osób, a gęstość zaludnienia wynosiła 64 osoby/km² (wśród 1269 gmin Bretanii Saint-Barnabé plasuje się na 430. miejscu pod względem liczby ludności, natomiast pod względem powierzchni na miejscu 430.).